# Madame de Boufflers
Marie Françoise Catherine de Beauvau, markiza de Boufflers (ur. 8 grudnia 1711 w Lunéville, zm. 1 lipca 1786) – faworyta księcia Lotaryngii Stanisława Leszczyńskiego, wcześniejszego króla Polski.

## Życiorys
Marie Françoise pochodziła z bogatego książęcego rodu de Beauvau. Była córką markiza Marca René Antoine’a de Beauvau i faworyty księcia Lotaryngii Leopolda I Anne Marguerite de Lignéville. Matka markizy urodziła dwadzieścioro dzieci, z których trzynaścioro dożyło wieku dorosłego. Marie Françoise przebywała w młodości w klasztorze Remiremont.
19 kwietnia 1735 wyszła za mąż za markiza Luisa de Boufflers, kapitana pułku dragonów Harcourt. Z tego małżeństwa pochodził syn Stanislas Jean (ur. 31 maja 1738, zm. 18 stycznia 1815), poeta, cieszący się wielkimi względami przyszłego kochanka swej matki, Stanisława Leszczyńskiego. Marie Françoise często bywała w salonach literackich, gdzie zetknęła się między innymi z Wolterem. Około 1741 Marie Françoise i jej siostry poznał Stanisław Leszczyński. Pierwszą kochanką księcia Lotaryngii i teścia króla francuskiego Ludwika XV została siostra markizy de Boufflers, Charlotte. Następnie Leszczyński nawiązał relację z samą markizą, która wkrótce została jego metresą. Romans rozpoczął się w 1745, jeszcze za życia żony księcia Katarzyny Opalińskiej.
Po śmierci książęcej małżonki, Marie Françoise stała się opiekunką starzejącego się Stanisława, zaś podczas jej nieobecności zastępował ją syn Stanislas Jean. Markiza de Boufflers aktywnie uczestniczyła w organizowanych przez Leszczyńskiego balach w jego rezydencjach w Nancy i w Lunéville. Jedną z jej najbliższych przyjaciółek była kochanka Woltera, matematyczka i fizyk Émilie du Châtelet, zmarła na gorączkę połogową 10 września 1749. W 1752 mąż Marie Françoise, Luis de Boufflers zmarł i markiza odziedziczyła po nim ogromny majątek. Wkrótce potem objęła funkcję damy dworu córek Ludwika XV, wnuczek jej kochanka, zaś w 1757 została damą tytularną.
23 lutego 1766 Stanisław Leszczyński zmarł w wyniku poparzeń odniesionych, gdy jego strój zapalił się od iskry z kominka. Po śmierci swojego wieloletniego kochanka markiza de Boufflers otrzymała w spadku Menażerię, która stanowiła jej własność aż do śmierci Marie Françoise w 1786.

## Genealogia
| 4. Luis de Beauvau       |  |                                  |  |  |                                         |
|                          |  | 2. Marc René Antoine de Beauvau  |  |  |                                         |
| 5. Anna de Ligny         |  |                                  |  |  |                                         |
|                          |  |                                  |  |  | 1. Marie Françoise Catherine de Beauvau |
| 6. Melhior de Lignéville |  |                                  |  |  |                                         |
|                          |  | 3. Anne Marguerite de Lignéville |  |  |                                         |
| 7. NN                    |  |                                  |  |  |                                         |
|                          |  |                                  |  |  |                                         |